# ローラ・T95/30
ローラ・T95/30 (Lola T95/30) は、イギリスのエンジニア、ジュリアン・クーパーおよびクリス・サンダースが、1996年のフォーミュラ1への参戦を計画していたイギリスのコンストラクターローラ・カーズのために設計したフォーミュラ1カーのプロトタイプ。テスト走行のみでF1世界選手権への出走は無い。

## 概要
1号車は、1994年サンマリノグランプリでのローランド・ラッツェンバーガーとアイルトン・セナの死亡事故に対応すべく1995年にF1が採用した技術仕様を満たしている。T95/30は、フォード・コスワースのED型V8エンジンを搭載し、グッドイヤータイヤを装着している。
1993年のパートナー、スクーデリア・イタリアにより参戦したローラ・フェラーリがコンストラクターズランキング最下位と不振に終わった後、翌1994年以後に自分のチームでのF1参戦を希望していたローラだったが、参戦資金の問題で計画を1995年に延期し、その後、1994年12月のT95/30の発表の数週間前になると1996年の参戦へとさらに延期した。当初1995年を通して一連のテストを完了することを目的としていたフォーミュラ・カーは、1994年のクリスマス直前にイギリス人ドライバーのアラン・マクニッシュによってシルバーストン・サーキットでシェイクダウンされた。その後参戦は具現化せず、1997年にイギリスAUTOSPORT誌に広告が掲載された後、このマシンはコレクターに売却された。

## 経緯と開発

### レーシングシャシーの歴史的供給者
ローラは1957年の設立以来の自動車レース用シャシーの長い歴史を有している。1962年から、ジョン・サーティースとロイ・サルヴァドーリのドライビングでヨーマン・クレジット・レーシング・チームがフォーミュラ1世界選手権にモデルMk4で参戦していた。ローラが参戦した最初のレースであるオランダ・グランプリではサーティースがポールポジション奪取するなど、立ち上がりは非常に満足のゆくものだった。その翌年、ローラはレッグ・パーネル・レーシングにシャシーを供給したが、結果は芳しくなく、このイギリスのコンストラクターはフォーミュラ1世界選手権にたまにしか出場しなかった（1967年と1968年にそれぞれ1レースずつの出走）。
しかしながら、1967年にホンダがローラへのF1の車体設計の発注を発表した。ホンダは743kgととても重たい「自家製シャシー」のRA273を、より軽量なシャシーで置き換えたいと望んでいた。USACチャンピオンシップのレース向けのフォーミュラ―・カーとして、ローラはわずか600kgのホンダRA300を開発した。当時のレースメディアから「ホンドーラ」と呼ばれたこのフォーミュラ―・カーは、ホンダのF1での2勝目となるモンツァでのイタリア・グランプリでジョン・サーティースが優勝した初レースから強烈な印象を与えた。1968年、ホンダはRA301を自社開発し（設計は中村良夫と佐野彰一）、ローラはフォーミュラ1を後にした。
1974年にグラハム・ヒルのエンバシー・ヒルにT370シャシーを供給するまでは、ローラはF1に復帰しなかった。その翌年、戦績が振るわないことからヒルは自社製レーシング・シャシーの開発を決定したため、ローラは4レースでフォーミュラ1から去ることになった。

### ハース・ローラとスクーデリア・イタリアとの大失敗
1984年と'85年、ローラの名前がフォーミュラ1に再び現れたが、単なる宣伝目的だった。アメリカ人実業家で、北米でのローラ・カーズの正規輸入業者だったカール・ハースはイングランドのコーンブルックを拠点にフォーミュラ1チームを立ち上げた。ハースは有名なローラの名声に結びつけらえた広告のおこぼれが、自身の輸入会社に利益をもたらすことを望んでチームをチーム・ハース・ローラと名付けた。しかしながら、エリック・ブロードレイは13台のフォーミュラ・カーの開発に関わっていなかった。
1987年から'91年、ローラはフランスのチーム、ラルース向けにフォーミュラ・カーを開発し、製造した。最後のローラとフォーミュラ1チームとの共同作業は1993年シーズンにBMSスクーデリア・イタリア向けに用意したローラ・T93/30として実現した。
35年以上に渡るフォーミュラ1への関わりにもかかわらず、ローラのレースでの最高成績は（1962年のオランダ・グランプリのジョン・サーティースによる）ポールポジションと、3度のポディウム（サーティースが1962年ドイツ・グランプリと1962年イギリス・グランプリで、鈴木亜久里が1990年に日本グランプリで）に留まった。

### 1995年の実施のための1994年のローラのコミットメントに向けて
1993年9月、T93/30とフェラーリ製エンジンの組み合わせでは十分なダウンフォースが生み出せず、このフォーミュラ・カーのパフォーマンスが低いことからローラ・カーズとスクーデリア・イタリアは彼らのパートナーシップを友好的に解消した。ローラは1994年からT95/30（レースメディアにはT94/30と呼ばれた）で、自らのチームでフォーミュラ1に参戦する意向と、準備を進めていることを発表したが、時期についてはエンジン供給とスポンサー契約によって変更がありうることに注意を求めた。最終的に、フォーミュラ3000とIndyCarのシャシーを製造しているローラは2か月後に独自の構造を作り上げる資金が不足していることからフォーミュラ1への参戦が1995年にずれ込むことになった。観測筋はT94/30の開発は資金の無駄だと思うかもしれないが、ローラのディレクターであるマイク・ブランシェットはテスト・プログラムが1994年に計画されており、電子的補助装置に関する技術的規制が不確実であり、ハンティントンのメーカーにとってはリスクを構成していることを説明して相対化している。

## フォーミュラ・カーの設計
チーム強化のために、ローラ・カーズはイギリス事業所のマーケッティング・ディレクターとしてブレット・トラフォードを雇った。ジョーダン・グランプリ・チームからの移籍者であり、1989年から1991年までベネトン・フォーミュラでも同じ地位についていた。ローラ・T95/30は元ベネトン・フォーミュラのエンジニアであるジュリアン・クーパーと、ウィリアムズF1チームの空力専門家のクリス・サンダースによって設計された。クランフィールド研究所で40%スケールモデルを使った風洞テストが実施され、3.0リッターのフォード・コスワースED型V8で駆動された。
ローラ・T95/30は重量35㎏、暑さ20mmのカーボン・ファイバーとアルミニウム・ハニカムからなる成形された古典的なモノコックシャシーを備えている。1995年度のフォーミュラ1レギュレーションに最初に適合したフォーミュラ・カーとなった。この車はドライバーを含んで595kgに仕上がった。ドライバー抜きでは車重は510kgであり、重量配分は前輪42%、後輪58%となっている。10kgのバラストも搭載している。T95/30はフラットボトムの車体底面よりも10mm下にセットされたフロント・スポイラー、車体から高さが25cmを超えない低いリア・スポイラー、車体底面から95cmに制限されたエンジンカバー、空き容量のあるタンクと、広げられたコクピットも特徴的である 。その他の特徴としては30cm幅広になり、リア・アクスルまで延長されたフラットボトムも目新しいが、これはフォード・コスワースV10エンジンの移植に際して問題を生じた。この車の後部は、同世代の他のフォーミュラ1カーと比べてシンプルであり、主な違いはT95/30にはディフューザーが備えられていないことである。施行された新しい規制に従って、この車にはエンジン・レベルのエアボックス（エンジンの吸気圧を制御し、インテーク・マニホールドに送り込む装置）を備えていなが、追加の35馬力を得ている。しかしながら、この最後の規制は1994年の終わりに廃止され、T95/30は公開後にエアボックスとリアディフューザーを装備したように見られている。
しかしながら、T95/30は主としてローラがFIAにF1参戦のための50万ドルを支払わなかったために1995年のフォーミュラ1に参戦することはなかった。エリック・ブロードレイは会社が「高レベルの競争」ができる場合にのみレースに参加することを望んでおり、それまでに集められた予算がこの目的を達成するには不十分であることから、1996年への延期を申し開きした。T95/30は1994年12月8日に報道陣に公開された。

## 1994年12月の1回のテスト

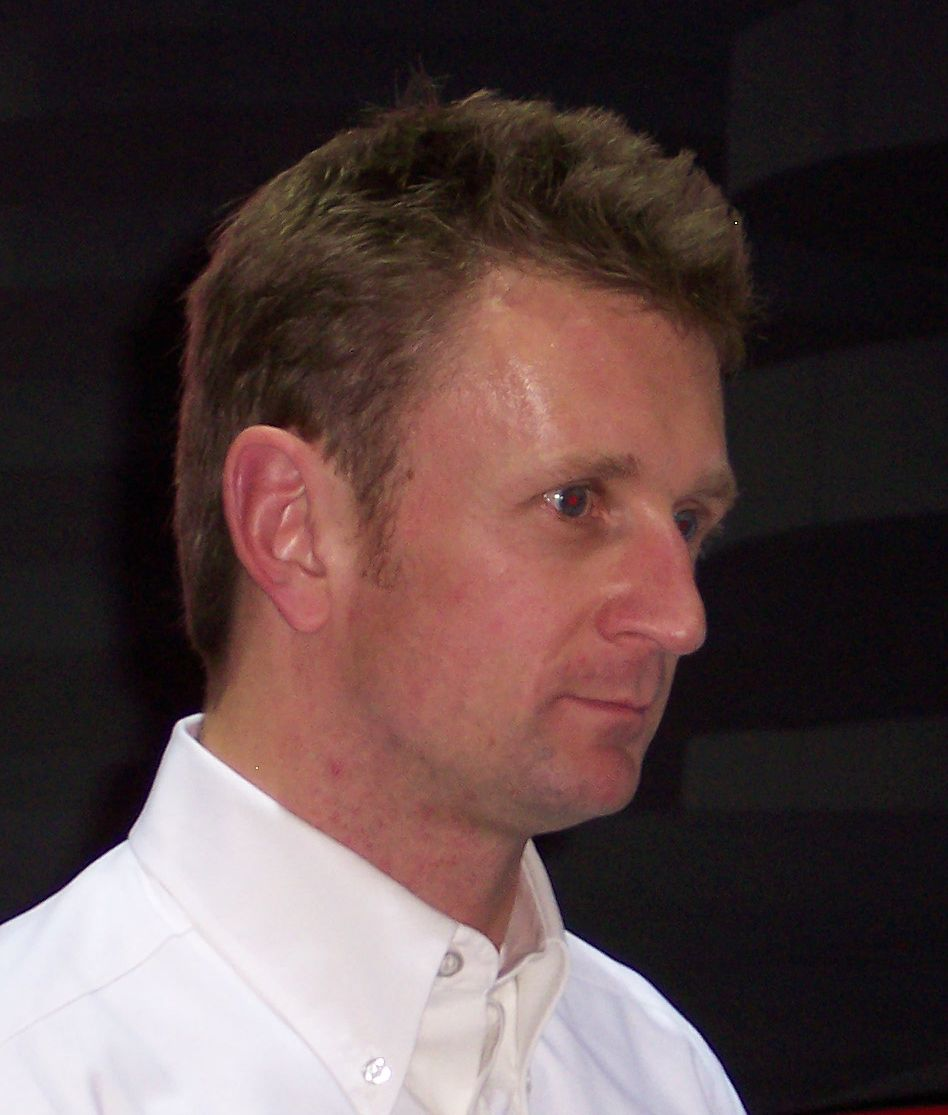
1994年のクリスマス前にT95/30をシルヴァーストンでデビューさせたアラン・マクニッシュ（写真は2006年）

T95/30は元マクラーレンおよびベネトンのテスト・ドライバーでイギリス人ドライバーのアラン・マクニッシュにゆだねられた。これは当初1994年11月に予定されていたが、ローラが資金調達中のために延期されていた12月のシルバーストン・サーキットでの簡単なシェイクダウン・テストに結びついた。
エンジン始動時のトラブルによって中断されたこのテストの後で、マクニッシュはT95/30を一緒に働くのが楽な「強くてよい小さな車」とみなしていた。この車を設計したジュリアン・クーパーは「この車はよくデザインされているが、設計作業はまだ続き、以前の車体よりも25%減ってしまったダウンフォースとサスペンションに宙力する必要がある。」と述べた。
1995年2月、ローラは南アフリカ人ドライバーのスティーブン・ワトソンを新たなテストドライバーとして採用したが、1997年のフォーミュラ1への復帰を延期したため、シルバーストンでのマクニッシュによるシェイクダウンがT95/30の唯一公開された走行となっている。英オートスポーツ誌に広告が掲載された後でT95/30はコレクターに売却された。